# Miguel Mora Barberena
Miguel de los Ángeles Mora Barberena (Managua, 20 de agosto de 1965) es un periodista y candidato político nicaragüense. Junto con su esposa Verónica Chávez, fundó el canal de noticias 100% Noticias.

## Biografía
Miguel Mora Barberena nació en el barrio Quinta Nina de Managua, el 20 de agosto de 1965. Creció en la pobreza, con sus padres trabajando lavando ropa, preparando comida y sirviendo como vendedores ambulantes. El amor de su abuelo por el periodismo radial inspiró el interés de Mora en dicho campo y continuó su educación con una beca en el Instituto Loyola.
Mora participó en la Cruzada Nacional de Alfabetización y trabajó en la cosecha de café antes de convertirse en reservista militar en 1982. En 1984 se alistó en el servicio militar, que continuó hasta 1986.
En 1989 Mora inició sus estudios de periodismo en la Universidad Centroamericana (UCA) y en 1991 inició una pasantía en televisión. En octubre de 1995, emprendió su nueva empresa, 100% Noticias, y le pidió a la entonces presidenta Violeta Barrios de Chamorro un espacio de 15 minutos en el estatal Canal 6 para hacer su noticiero.
En los años siguientes, en cuatro administraciones presidenciales diferentes, 100% Noticias funcionó como un medio independiente y, a menudo, el partido que estaba fuera del poder lo buscaba como plataforma. En una entrevista de 2019, Mora describió su filosofía periodística: 

“Cuando (el Frente Sandinista de Liberación Nacional) era oposición y el liberalismo declaraba que el sandinismo era una ideología peligrosa y los sandinistas eran ciudadanos de tercera clase, 100% Noticias dio cobertura al FSLN en la oposición. Cuando Arnoldo Alemán dejó el cargo y hubo persecución del gobierno de Enrique Bolaños y el liberalismo del PLC pasó por lo mismo, con razón o no, le dimos una oportunidad al liberalismo en nuestra estación. Y cuando el FSLN regresó al poder, mantuvimos una línea editorial equilibrada”.

Sin embargo, con la reducción de las libertades de prensa, 100% Noticias eligió dar cada vez más espacios a las voces excluidas de los canales oficiales. Esto llegó a un punto crítico con las protestas que comenzaron en abril de 2018 y la consiguiente represión gubernamental contra la oposición. La unidad de televisión móvil de 100% Noticias le permitió difundir videos del periodismo ciudadano en todo el país y el canal se convirtió en un símbolo de libertad de prensa y visibilidad del comportamiento del gobierno en el poder.
Lo que presenciaron impactó no solo a la audiencia sino también a la posición editorial del canal: “Cuando rompen con la moral y empiezan a matar gente, cuando deciden disparar a matar y vemos jóvenes muertos con disparos en la cabeza, cuello y tórax , dijimos que no había razón para esto y tomamos una posición fuerte y una decisión editorial para estar del lado de las víctimas y del pueblo”. Continuaron transmitiendo las 24 horas durante ocho meses hasta diciembre de 2018 cuando Mora fue detenidos, junto con la periodista Lucía Pineda Ubau, por presunta “incitación al odio”, “conspiración” y “terrorismo”. Ambos estuvieron detenidos como presos políticos durante 172 días. El gobierno también confiscó las instalaciones del canal de televisión. su liberación de la prisión, en su lugar han transmitido 100% Noticias a través de los canales de las redes sociales.
El encarcelamiento de Mora lo motivó a participar en la política. Como miembro del Consejo Superior de la Empresa Privada (Cosep) y ex-preso político, esperaba ser invitado a unirse a la Alianza Cívica por la Justicia y la Democracia (ACJD) de ideas afines, pero en última instancia, fueron el pastor Saturnino Cerrato y otros líderes del Partido Restauración Democrática (PRD) quienes se acercaron a él. Mora se convirtió en precandidato del PRD dentro de la Coalición Nacional por la presidencia de Nicaragua en las elecciones generales de 2021. Sin embargo el gobierno revocó el estatus legal del PRD (y, por lo tanto, la posibilidad de presentar un candidato) en mayo de 2021.
El 20 de junio de 2021 Mora fue arrestado, en una ola de detenciones de figuras de la oposición y otros líderes cívicos que comenzó con las detenciones de otros cuatro precandidatos a la presidencia; es el quinto detenido.
El 5 de febrero de 2022 junto con Maria Fernanda Flores, esposa de Arnoldo Alemán fueron declarados culpables de "atentar contra la seguridad nacional" por el régimen sandinista bajo los cargos de conspiración,la sentencia se conoció el 9 de febrero.
Fue condenado a trece años de prisión y en 2023 fue despojado de su nacionalidad nicaragüense y expulsado del país hacia EE. UU. junto con 300 opositores al régimen de Ortega y Murillo.